# Tân Thành, Kim Sơn
Tân Thành là một xã thuộc huyện Kim Sơn, tỉnh Ninh Bình, Việt Nam.

## Địa lý
Xã Tân Thành nằm ở nửa phía bắc huyện Kim Sơn, cách trung tâm thành phố Hoa Lư 29 km, có vị trí địa lý:
- Phía đông giáp thị trấn Phát Diệm
- Phía tây giáp xã Yên Lộc
- Phía nam giáp xã Định Hóa
- Phía bắc giáp huyện Yên Mô.

Xã Tân Thành có diện tích 4,45 km², dân số năm 2022 là 5.231 người, mật độ dân số đạt 1.175 người/km².

## Hành chính
Xã Tân Thành được chia thành 8 xóm.

## Lịch sử
Đây là một xã thuộc vùng đồng bằng, có lịch sử hình thành từ việc khai mở đất hoang ven biển cùng với huyện Kim Sơn năm 1829.
Ngày 22 tháng 7 năm 1964, Bộ Nội vụ ban hành Quyết định số 199/QĐ-NV về việc đổi tên xã Quốc Tuấn thành xã Tân Thành.

## Xã hội

### Trường học
Trường Mầm non xã Tân Thành được xây dựng tại xóm 5, cấp 1 và cấp 2 được xây dựng ở xóm 7.

## Văn hóa
Quần thể chùa Quan Âm được xây dung tại xóm 4 của xã, trước là khu trại chăn nuôi nông nghiệp của xã, trụ chì chùa bởi thầy Thích Đàm Quy.
Quần thể nhà thờ Giáo xứ Tự Tân thuộc Giáo phận Phát Diệm nằm trên địa bàn xã Tân Thành.

### Đặc sản
Tân Thành là rượu và gỏi cá mè.